# مرکوری مشکی

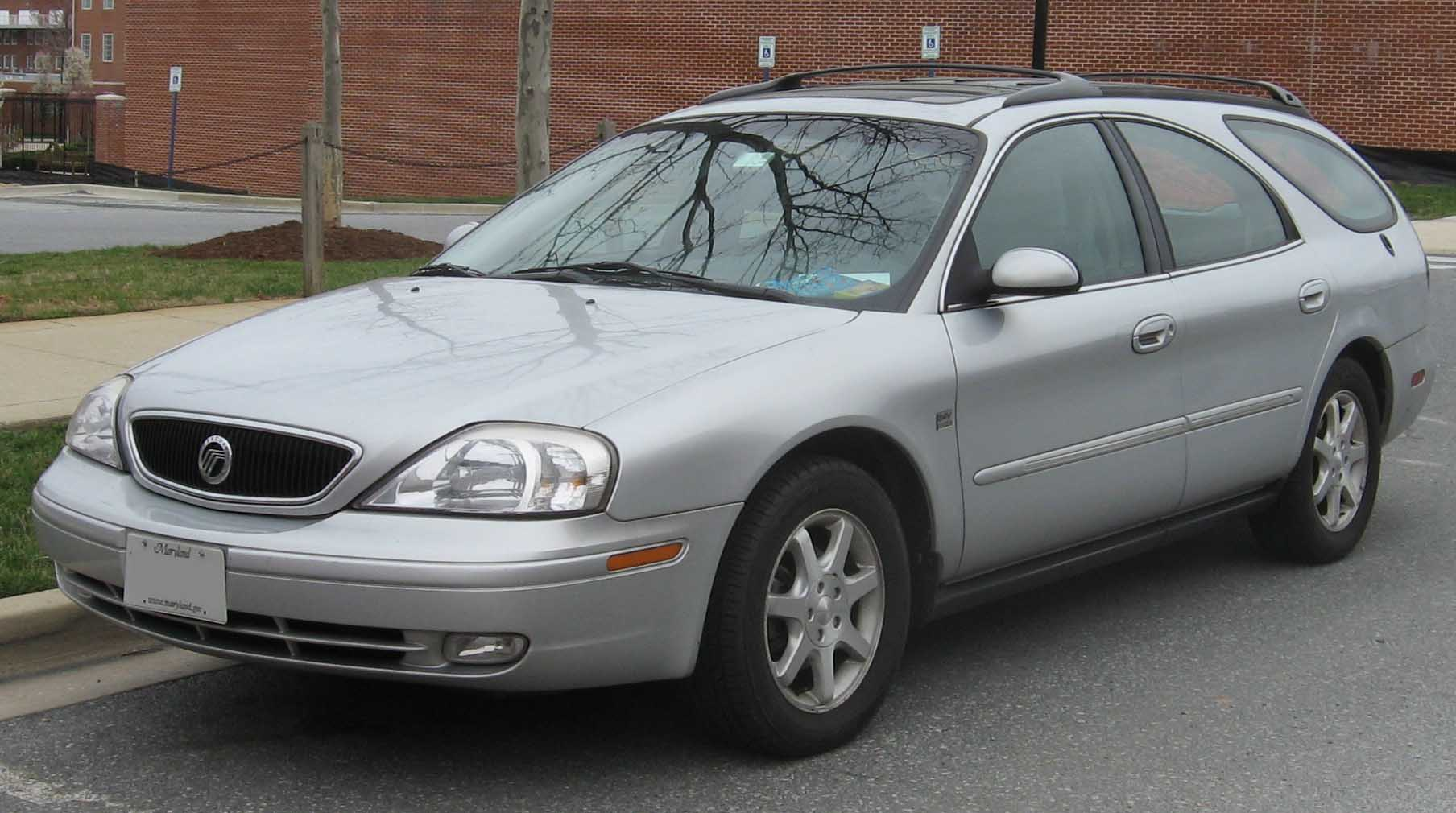

مرکوری سِیبل (Mercury Sable) خودرویی است که در سال‌های December ۱۹۸۵ تا April ۲۹، ۲۰۰۵June ۲۰۰۷–May ۲۱، ۲۰۰۹تولید شده‌است. است. 